# Lissodendoryx marplatensis
Lissodendoryx marplatensis är en svampdjursart som beskrevs av Cuartas 1992. Lissodendoryx marplatensis ingår i släktet Lissodendoryx och familjen Coelosphaeridae. Inga underarter finns listade i Catalogue of Life.